# Tenji
Imperador Tenji (天智天皇, Tenji-tennō, 626-672) foi o 38º Imperador do Japão, na lista tradicional de sucessão.

## Vida
Antes da sua ascensão ao trono, seu nome era Katsuragi e ficou conhecido como Príncipe Naka-no-Ōe-no-Ōji. Foi o primeiro filho do Imperador Jomei e sua mãe foi a Imperatriz Saimei.
Como príncipe, Naka-no-Ōe teve um papel crucial sobre o fim do controle quase absoluto do Clã Soga sobre a Casa Imperial. Em 644 conspirou com Nakatomi no Kamatari (Fujiwara no Kamatari) e Soga no Kurayamada no assassinato de Soga no Iruka, durante o Incidente de Isshi. Iruka foi assassinado na frente do Trono Imperial, e seu pai e antecessor, Soga no Emishi, cometeu Seppuku pouco depois.
Depois do Incidente, os simpatizantes de Iruka se retiraram sem lutar e o Príncipe Naka-no-Ōe foi nomeado herdeiro do trono. Contraiu matrimonio com a filha de seu aliado Soga no Kurayamada.
Com a abdicação da Imperatriz Saimei em 661, o príncipe assume o trono com 35 anos de idade como Imperador Tenji reinando até 672. Construiu seu Palácio na Província de Ōmi, que ficou conhecido como Ōtsu no mya.
Em 662, decretou a compilação do primeiro código legal japonês conhecido pelos historiadores como Ritsuryō Kiomihara, um código não muito extenso, mas que seria o protótipo a ser usado pelo Código Taihō de 701.
O Imperador Tenji foi particularmente ativo em desenvolver instituições militares que seriam estabelecidas durante as Reformas Taika.
Após sua morte em 672, se desencadeou uma disputa pela sucessão entre seus catorze filhos. Finalmente, saiu vencedor o Príncipe Ōtomo, futuro Imperador Kobun, e logo após pelo irmão de Tenji, o Príncipe Ōama, futuro Imperador Tenmu.
O Imperador Tenji é tradicionalmente venerado em um memorial no santuário xintoísta em Kioto. A Agência da Casa Imperial designa este local como Mausoléu de Tenji. E é formalmente chamado de Yamashina no misasagi.

## Daijō-kan
- Daijō Daijin:  Príncipe Ōtomo no Miko futuro (Imperador Kobun)[4] - (671 – 672)
- Naidaijin: Fujiwara no Kamatari[4] - (645–654)
- Udaijin: Soga no Murajiko -  (662 – 664).